# Cylindrocolea atroviridis
Cylindrocolea atroviridis là một loài rêu tản trong họ Cephaloziellaceae. Loài này được (Sim) Váňa miêu tả khoa học lần đầu tiên năm 1979.